# Pseudocyclosorus shuangbaiensis
Pseudocyclosorus shuangbaiensis är en kärrbräkenväxtart som beskrevs av Ren-Chang Ching och Y. X. Lin. Pseudocyclosorus shuangbaiensis ingår i släktet Pseudocyclosorus och familjen Thelypteridaceae. Inga underarter finns listade.